# La morta del lago
Pour plus de détails, voir Fiche technique et Distribution.
La morta del lago est un film italien réalisé par Enrico Guazzoni, sorti en 1915.

## Fiche technique
- Titre : La morta del lago
- Réalisation : Enrico Guazzoni
- Pays d'origine : Royaume d'Italie
- Format : Noir et blanc - Film muet
- Genre : drame
- Date de sortie : 1915

## Distribution
- Leda Gys
- Pina Menichelli
- Ruggero Barni
- Eduardo D'Accursio